# Lekanesphaera rugicauda
Lekanesphaera rugicauda är en kräftdjursart som först beskrevs av Leach 1814.  Lekanesphaera rugicauda ingår i släktet Lekanesphaera och familjen klotkräftor. Arten är reproducerande i Sverige. Inga underarter finns listade i Catalogue of Life.

## Bildgalleri

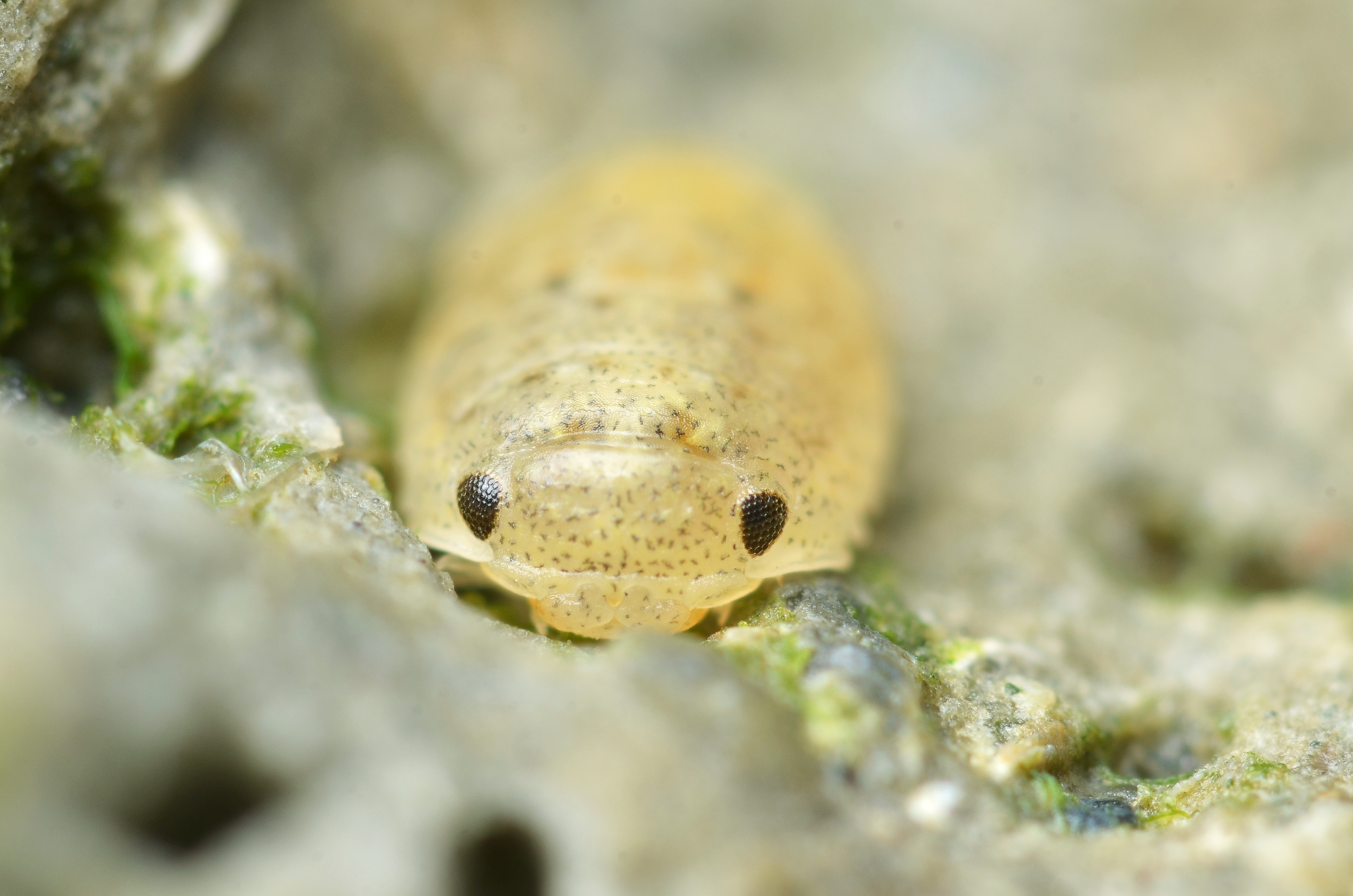